# Rembrandt Award
Der Rembrandt Award war ein niederländischer Publikumspreis für Filme. Der Preis wurde – mit einer Unterbrechung von 1999 bis 2006 – seit 1993 vergeben. 2015 erfolgte die letzte Preisverleihung. Zusammen mit einer Expertenjury wurde eine Liste nominierter Filme und Schauspieler in verschiedenen Kategorien erstellt, über die anschließend das Publikum abstimmte. In jeder dieser Kategorien ging ein Preis an einen niederländischen und einen ausländischen Filmstar oder an eine Produktion. Der Rembrand Award war seinerzeit der einzige niederländische Publikumspreis für Filme.

## Gewinner

### 2007
- Zwartboek – Beste Nederlandse Film (Bester niederländischer Film)
- Daniël Boissevain für Wild Romance – Beste Nederlandse Acteur (Bester niederländischer Schauspieler)
- Carice van Houten für Zwartboek – Beste Nederlandse Actrice (Beste niederländische Schauspielerin)
- Pirates of the Caribbean: Dead Man's Chest Special Edition – Beste DVD Release
- Pirates of the Caribbean: Dead Man's Chest – Beste Buitenlandse film (Bester ausländischer Film)
- Johnny Depp für Pirates of the Caribbean: Dead Man's Chest – Beste Buitenlandse Acteur (Bester ausländischer Schauspieler)
- Meryl Streep für The Devil Wears Prada – Beste Buitenlandse Actrice (Beste ausländische Schauspielerin)
- Henny Vrienten – Ehren-Rembrandt Award (orig.: Ere-Rembrandt Award) für dutzende filmische Musikkompositionen

### 2008
- Alles is liefde – Beste Nederlandse Film
- Thomas Acda für Alles is Liefde – Beste Nederlandse Acteur
- Carice van Houten für Alles is Liefde – Beste Nederlandse Actrice
- Zwartboek – Beste DVD Release
- Pirates of the Caribbean – Am Ende der Welt – Beste Buitenlandse film
- Johnny Depp für Pirates of the Caribbean: At World's End – Beste Buitenlandse Acteur
- Keira Knightley für Pirates of the Caribbean: At World's End und Atonement – Beste Buitenlandse Actrice
- Pierre Bokma und Goldie Hawn – Ehren-Rembrandt Awards

### 2009
- Oorlogswinter – Beste Nederlandse Film
- Martijn Lakemeier für Oorlogswinter – Beste Nederlandse Acteur
- Melody Klaver für Oorlogswinter – Beste Nederlandse Actrice
- Alles is Liefde – Beste DVD Release
- Ilse DeLange mit ihrem Lied Miracle aus Bride Flight – Beste Filmhitsong
- Mamma Mia! – Beste Buitenlandse film
- Heath Ledger für The Dark Knight – Beste Buitenlandse Acteur
- Meryl Streep für Mamma Mia! – Beste Buitenlandse Actrice
- Willeke van Ammelrooy – Ehren-Rembrandt Award

### 2010
- Komt een vrouw bij de dokter – Beste Nederlandse Film
- Barry Atsma für Komt een vrouw bij de dokter – Beste Nederlandse Acteur
- Carice van Houten für Komt een vrouw bij de dokter – Beste Nederlandse Actrice
- Harry Potter und der Halbblutprinz – Beste DVD/Blu-ray Release
- Kane mit ihrem Lied Love Over Healing aus Komt een vrouw bij de dokter – Beste Filmhitsong
- Avatar – Beste Buitenlandse film
- Brad Pitt für The Curious Case of Benjamin Button – Beste Buitenlandse Acteur
- Sandra Bullock für The Proposal – Beste Buitenlandse Actrice
- Jany Temime – Ehren-Rembrandt Award für ihre Arbeit als Kostümbildner

### 2011
- New Kids Turbo – Beste Nederlandse Film
- Jeroen van Koningsbrugge für Loft – Beste Nederlandse Acteur
- Carice van Houten für De gelukkige huisvrouw – Beste Nederlandse Actrice
- Avatar – Beste DVD/Blu-ray Release
- Paul Elstak und die New Kids mit ihrem Lied Turbo aus New Kids Turbo – Beste Filmhitsong
- Inception – Beste Buitenlandse Film
- Johnny Depp für Alice in Wonderland – Beste Buitenlandse Acteur
- Angelina Jolie für Salt – Beste Buitenlandse Actrice
- René Mioch – Ere-Rembrandt für 25 Jahre seiner Tätigkeit im Mediengeschäft
- Renée Soutendijk – Ehren-Rembrandt für seine Filmlaufbahn

### 2012
- Gooische Vrouwen (Film zur Serie Feine Freundinnen) – Beste Nederlandse Film
- Rutger Hauer für Die Heineken Entführung – Beste Nederlandse Acteur
- Carice van Houten für Black Butterflies – Beste Nederlandse Actrice
- Corry Konings mit dem Lied Hoeren neuken nooit meer werken aus New Kids Nitro – Beste Filmhitsong
- Razend – Beste Jeugdfilm (Jugendfilm)
- Harry Potter and the Deathly Hallows: Part 2 – Beste Buitenlandse Film
- Colin Firth für The King's Speech – Beste Buitenlandse Acteur
- Natalie Portman für Black Swan – Beste Buitenlandse Actrice
- Hans Kemna – Ehren-Rembrandt für seinen Beitrag zur niederländischen Filmbranche (Castings, Nebenrollen)

### 2013
- Alles is familie – Beste Nederlandse Film
- Thijs Römer für Alles is familie – Beste Nederlandse Acteur
- Carice van Houten für Alles is familie – Beste Nederlandse Actrice
- Racoon mit ihrem Lied Oceaan aus Alles is familie – Beste Filmhitsong
- Achtste-groepers huilen niet – Beste Jeugdfilm
- Intouchables – Beste Buitenlandse Film
- Daniel Craig für Skyfall – Beste Buitenlandse Acteur
- Meryl Streep für The Iron Lady – Beste Buitenlandse Actrice

### 2014
- De Nieuwe Wildernis – Beste Nederlandse Film
- Barry Atsma für Mannenharten – Beste Nederlandse Acteur
- Angela Schijf für Daglicht – Beste Nederlandse Actrice
- BLØF mit dem Sänger Nielson mit ihrem Lied Mannenharten aus Mannenharten – Beste Filmhitsong
- Spijt! – Beste Jeugdfilm
- The Hunger Games: Catching Fire – Beste Buitenlandse Film
- Leonardo DiCaprio für The Great Gatsby – Beste Buitenlandse Acteur
- Jennifer Lawrence für The Hunger Games: Catching Fire – Beste Buitenlandse Actrice
- Nelly Frijda – Ehren-Rembrandt

### 2015
- Gooische Vrouwen 2 (zweiter Film zur Serie Feine Freundinnen) – Beste Nederlandse Film
- Tygo Gernandt für Bloedlink – Beste Nederlandse Acteur
- Linda de Mol für Gooische Vrouwen 2 – Beste Nederlandse Actrice
- Mr. Probz für sein Lied Nothing Really Matters aus Gooische Vrouwen 2 – Beste Filmhitsong
- Oorlogsgeheimen – Beste Jeugdfilm
- 12 Years a Slave – Beste Buitenlandse Film
- Leonardo DiCaprio für The Wolf of Wall Street – Beste Buitenlandse Acteur
- Angelina Jolie für Maleficent – Beste Buitenlandse Actrice
- Gijs Scholten van Aschat – Ehren-Rembrandt